# Fonction de référence
En mathématiques, une fonction de référence est une fonction étudiée pour sa simplicité, son exemplarité ou afin de servir de support à l'étude d'une famille plus large de fonctions.

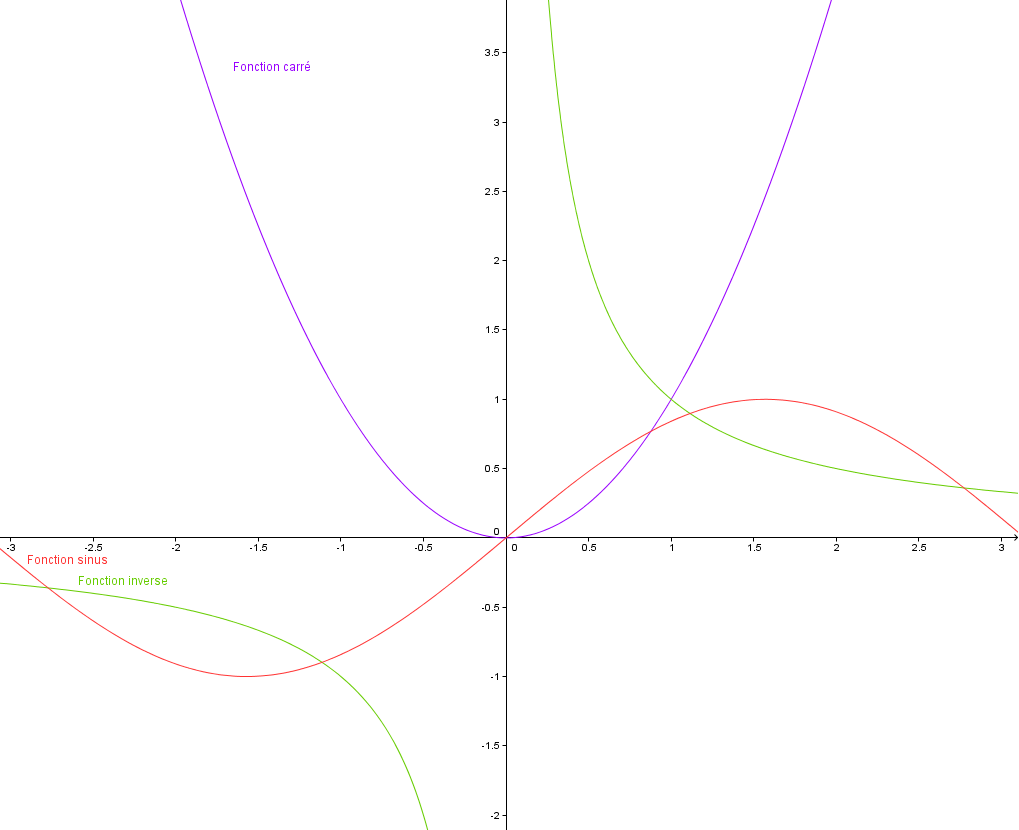
Trois fonctions de référence

Les fonctions de référence les plus fréquemment étudiées sont les fonctions affines, fonctions puissances (notamment la fonction carré, parfois étendue à l'ensemble des fonctions du second degré), les fonctions trigonométriques (cosinus, sinus), etc.

## Décomposition en fonctions de référence

### Principe
Il est possible de décomposer certaines fonctions  en fonctions de référence, en exprimant cette fonction comme la somme ou la composée de fonctions de référence. On peut ensuite utiliser les théorèmes relatifs à la composée et à la somme de deux fonctions pour connaître les propriétés de la fonction étudiée.

### Exemple
Considérons la fonction f définie sur {\displaystyle \mathbb {R} ^{+*}} par :
{\displaystyle f(x)={\frac {1}{x^{2}+{\sqrt {x}}}}}
Il est possible de la décomposer en fonctions de référence ainsi :
{\displaystyle f=g\circ (h+l)}
où g est la fonction inverse, h la fonction carré et l la fonction racine carrée.

### Utilisations

#### Dérivation

##### Principe
On peut calculer la dérivée d'une fonction en la décomposant en fonctions de référence, en utilisant les propriétés des opérations sur les dérivées, à savoir, entre autres, pour toutes fonctions f et g dérivables sur un intervalle I :
{\displaystyle (f+g)'=f'+g'~}
{\displaystyle (fg)'=f'g+fg'~}
et pour toute fonction f dérivable sur I et toute fonction g dérivable sur f(I)
{\displaystyle (g\circ f)'=(g'\circ f)\cdot f'}
Par exemple, la fonction f définie sur {\displaystyle \mathbb {R} ^{+*}} par :
{\displaystyle f(x)={\frac {1}{x^{2}+{\sqrt {x}}}}}
se décompose en fonctions de référence ainsi :
{\displaystyle f'=[g\circ (h+l)]'=[g'\circ (h+l)]\times (h+l)'}
{\displaystyle f'=[g'\circ (h+l)]\times (h'+l')}
Avec :
{\displaystyle h(x)=x^{2}~} d'où {\displaystyle h'(x)=2x~}
{\displaystyle l(x)={\sqrt {x}}} d'où {\displaystyle l'(x)={\frac {1}{2{\sqrt {x}}}}}
{\displaystyle g(x)={\frac {1}{x}}} d'où {\displaystyle g'(x)={\frac {-1}{x^{2}}}}
{\displaystyle (h'+l')(x)=h'(x)+l'(x)=2x+{\frac {1}{2{\sqrt {x}}}}}
{\displaystyle (h+l)(x)=x^{2}+{\sqrt {x}}}
{\displaystyle g'\circ (h+l)={\frac {-1}{(x^{2}+{\sqrt {x}})^{2}}}}
D'où :
{\displaystyle f'(x)={\frac {-1}{(x^{2}+{\sqrt {x}})^{2}}}\times (2x+{\frac {1}{2{\sqrt {x}}}})}

#### Intégration

##### Principe
On peut calculer l'intégrale d'une fonction f sur un intervalle en la décomposant en fonctions de référence dont on connait l'intégrale, puis en appliquant les propriétés des intégrales, à savoir :
{\displaystyle \int _{a}^{b}(f(x)+g(x))\,\mathrm {d} x=\int _{a}^{b}f(x)\,\mathrm {d} x+\int _{a}^{b}g(x)\,\mathrm {d} x}
{\displaystyle \forall \lambda \in \mathbb {R} ,\int _{a}^{b}\lambda \,f(x)\,\mathrm {d} x=\lambda \,\int _{a}^{b}f(x)\,\mathrm {d} x}
En revanche, cette méthode ne s'applique pas aux fonctions composées.

## Fonctions associées à une fonction de référence

### Principe
Une fonction est dite associée à une fonction de référence  dès qu'elle est obtenue par composées de cette fonction avec des fonctions affines.

### Exemples
- Toute fonction du second degré est une fonction associée à la fonction carré.
- La fonction f définie sur {\displaystyle \mathbb {R} \setminus \left\{-3\right\}} par {\displaystyle f(x)={\frac {-2}{x+3}}-1} est associée à la fonction inverse.
- La fonction g définie sur {\displaystyle [1,+\infty [} par {\displaystyle g(x)=2{\sqrt {x-1}}} est associée à la fonction racine carrée.